# Air Universal

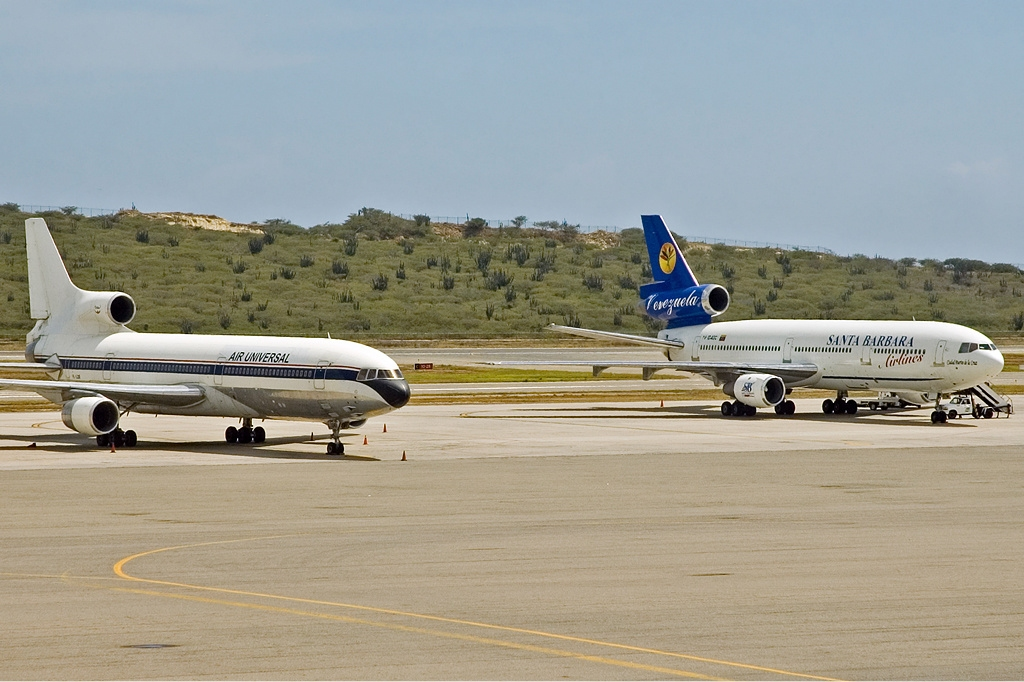
9L-LDE

Air Universal war eine im westafrikanischen Sierra Leone registrierte jordanische Charterfluggesellschaft.

## Geschichte
Die Fluggesellschaft Air Universal wurde 2002 von dem britischen Staatsbürger Paddy McKay zusammen mit jordanischen Geschäftspartnern gegründet. Ihr Heimatflughafen war der Queen Alia International Airport bei Amman in Jordanien. Die Betriebsaufnahme erfolgte mit einem Air Operator Certificate (AOC) des Staates Sierra Leone. Der Gründer Paddy McKay war unter anderem auch an den Fluggesellschaften Air Leone, Star Air und Teebah Airlines beteiligt, die ebenfalls in Sierra Leone registriert waren. Nachdem im Jahr 2004 Vorwürfe wegen Geldwäsche und Drogenhandel gegen das Unternehmen erhoben worden waren, entzog die Regierung Sierra Leones der Gesellschaft im September 2004 die Betriebserlaubnis. Die Aktivitäten wurde im selben Jahr kurzzeitig nach Damaskus in Syrien verlagert. Im Jahr 2005 war geplant, den Firmensitz nach Zypern zu verlegen und den Betrieb mit einem zypriotischen AOC fortzuführen. Diese Pläne wurden nicht realisiert. Stattdessen gründeten die Beteiligten im Jahr 2006 die griechische Fluggesellschaft Hellenic Imperial Airways, an die drei Boeing 747 der Air Universal überstellt wurden. Parallel dazu beendete Air Universal den eigenen Betrieb. Sie blieb bis 2017 als Mantelgesellschaft bestehen.
Neben sämtlichen anderen in Sierra Leone registrierten Fluggesellschaften stand auch Air Universal ab März 2006 im Anhang A der ersten Fassung einer durch die Europäische Kommission herausgegebenen Liste der Luftfahrtunternehmen, deren gesamter Betrieb in der Gemeinschaft untersagt ist. Seit der Aktualisierung der Liste im Oktober 2006 wird die Gesellschaft nicht mehr namentlich aufgeführt. Das gegen sämtliche Fluggesellschaften aus Sierra Leone verhängte Betriebsverbot in der Europäischen Union ist aber weiterhin in Kraft (Stand: Juni 2021).

## Flotte
Mit Stand 2006 verfügte Air Universal über sieben Flugzeuge. Zwei weitere sollten im selben Jahr in die Flotte aufgenommen werden.
| Flugzeugtyp                 | aktiv | bestellt | Anmerkungen                                          |
| --------------------------- | ----- | -------- | ---------------------------------------------------- |
| Boeing 747-200              | 5     | 1        | JY-AUA, JY-AUB, AP-BIC, 5B-AUD, 5T-AUE, alle geleast |
| Lockheed L-1011 TriStar     | 2     | -        | 9L-LDC und 9L-LDE                                    |
| Boeing 737 oder Airbus A320 | -     | 1        |                                                      |
| Gesamt                      | 7     | 2        |                                                      |